# Barbara Pepper

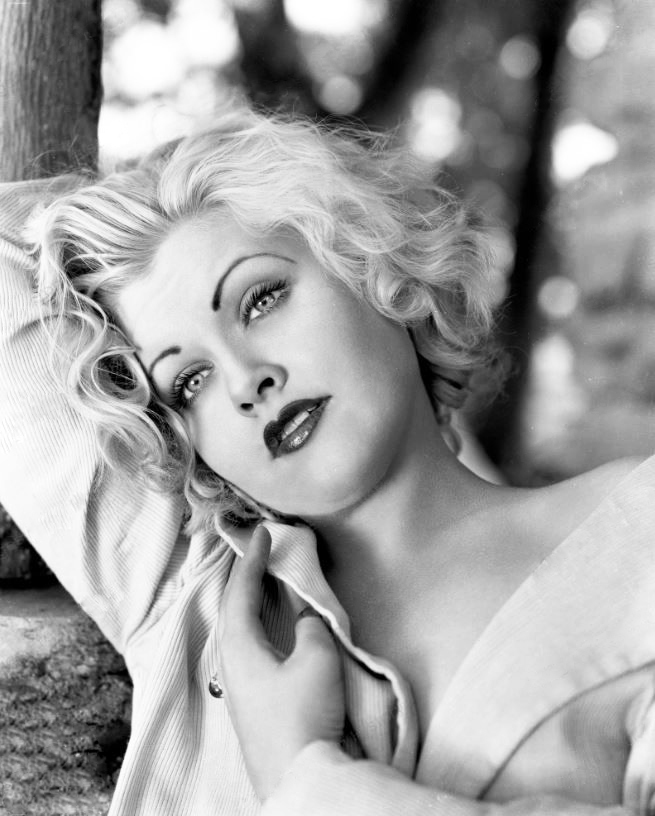
Barbara Pepper

Barbara Pepper (31 de mayo de 1915 – 18 de julio de 1969) fue una actriz teatral, cinematográfica, radiofónica y televisiva estadounidense, conocida sobre todo por su papel de Doris Ziffel en la sitcom Green Acres.

## Biografía
Su verdadero nombre era Marion B. Pepper, y nació en la ciudad de Nueva York, siendo sus padres el actor Dave Pepper y su esposa, Harrietta S. Pepper. A los 16 años inició su carrera en el mundo del espectáculo formando parte de las Goldwyn Girls, una compañía de teatro musical donde trabó amistad con Lucille Ball mientras actuaban en la cinta de Eddie Cantor Roman Scandals en 1933.
Pepper fue una prolífica actriz entre 1937 y 1943, trabajando en 43 películas, casi siempre en pequeños papeles de reparto, con las excepciones de sus personajes en The Rogues' Tavern y Mummy's Boys, ambos largometrajes estrenados en 1936. Entre sus posteriores películas destacan El mundo está loco, loco, loco (1963) y My Fair Lady (1964). Además, también fue actriz radiofónica. 
En 1943 se casó con el actor Craig Reynolds, con el que tuvo dos hijos, y que falleció en 1949 en California a causa de un accidente de motocicleta. Ella no volvió a casarse. 
Tras ganar peso, sus papeles fueron principalmente televisivos, actuando en series como Yo amo a Lucy, The George Burns and Gracie Allen Show, Petticoat Junction, y The Jack Benny Program. Actuó cuatro veces en Perry Mason, siendo uno de sus papeles el de Martha Dale, madre del personaje principal, en el episodio de 1957 "The Case of the Vagabond Vixen".
Gran amiga de Lucille Ball, Pepper fue considerada para el papel de Ethel Mertz en Yo amo a Lucy, pero finalmente perdió el papel, pues se creía que ella era bebedora. William Frawley, miembro del reparto con el personaje de "Fred Mertz", también era bebedor, y se pensó que dos actores con el mismo problema acabarían causando dificultades. Por ello fue sustituida por Vivian Vance.
También puede ser recordada por encarnar a Doris Ziffel en Petticoat Junction en 1964, aunque el nombre de su personaje en el episodio "Genghis Keane" era Ruth Ziffel. Como Doris Ziffel continuó en Green Acres desde 1965 a 1968, hasta que hubo de dejar la serie por problemas de origen cardiaco. Fue sustituida por la veterana actriz Fran Ryan. Su última actuación llegó en la película Hook, Line & Sinker (1969), en la cual interpretaba a la secretaria de Jerry Lewis.
Barbara Pepper falleció a causa de una trombosis coronaria en 1969 en Panorama City, California. Tenía 54 años de edad. Fue enterrada en el Hollywood Forever Cemetery de Los Ángeles.

## Filmografía parcial
- 1933 : Roman Scandals
- 1934 : Moulin Rouge
- 1934 : Bottoms Up
- 1934 : Strictly Dynamite
- 1934 : El pan nuestro de cada día
- 1934 : Kid Millions
- 1935 : Let 'Em Have It
- 1935 : Dante's Inferno
- 1935 : Anna Karenina
- 1935 : Waterfront Lady
- 1935 : The Sagebrush Troubadour
- 1935 : Forced Landing
- 1935 : Frisco Waterfront
- 1935 : The Fighting Coward
- 1935 : The Singing Vagabond
- 1936 : Taming the Wild
- 1936 : Show Boat
- 1936 : The Rogues Tavern
- 1936 : M'Liss
- 1936 : Mummy's Boys
- 1936 : The Big Game
- 1936 : Wanted! Jane Turner
- 1936 : Winterset
- 1936 : What Becomes of the Children?
- 1937 : Sea Devils
- 1937 : Too Many Wives
- 1937 : The Outcasts of Poker Flat
- 1937 : You Can't Buy Luck
- 1937 : You Can't Beat Love
- 1937 : The Big Shot
- 1937 : Forty Naughty Girls
- 1937 : Music for Madame
- 1937 : The Westland Case
- 1937 : Portia on Trial
- 1938 : Hollywood Stadium Mystery
- 1938 : Wide Open Faces
- 1938 : The Lady in the Morgue
- 1938 : The Chaser
- 1938 : Army Girl
- 1938 : The Strange Case of Dr. Meade
- 1938 : Sweethearts
- 1938 : The Girl Downstairs
- 1939 : They Made Me a Criminal
- 1939 : Off the Record
- 1939 : Bachelor Mother
- 1939 : The Magnificent Fraud
- 1939 : Colorado Sunset
- 1939 : Flight at Midnight
- 1939 : Mujeres
- 1939 : Three Sons
- 1939 : Scandal Sheet
- 1939 : The Amazing Mr. Williams
- 1939 : Of Mice and Men
- 1940 : Castle on the Hudson
- 1940 : Framed
- 1940 : Forgotten Girls
- 1940 : Women in War
- 1940 : Sailor's Lady
- 1940 : The Return of Frank James
- 1940 : Foreign Correspondent
- 1941 : Ride, Kelly, Ride
- 1941 : The Cowboy and the Blonde
- 1941 : Out of the Fog
- 1941 : Three Sons o' Guns
- 1941 : Manpower
- 1941 : We Go Fast
- 1941 : Man at Large
- 1941 : South of Tahiti
- 1941 : Birth of the Blues
- 1942 : My Favorite Spy
- 1942 : One Thrilling Night
- 1942 : Star Spangled Rhythm
- 1943 : Girls in Chains
- 1943 : Let's Face It
- 1943 : So This Is Washington
- 1944 : Cover Girl
- 1944 : Henry Aldrich Plays Cupid
- 1944 : Once Upon a Time
- 1944 : Desde que te fuiste
- 1944 : I Love a Soldier
- 1944 : An American Romance
- 1944 : Can't Help Singing
- 1945 : Brewster's Millions
- 1945 : Trouble Chasers
- 1945 : The Naughty Nineties
- 1945 : Murder, He Says
- 1945 : The Strange Affair of Uncle Harry
- 1945 : Prison Ship
- 1946 : The Hoodlum Saint
- 1946 : Terror Trail
- 1947 : The Millerson Case
- 1948 : Nido de víboras
- 1949 : The Crooked Way
- 1949 : The Inspector General
- 1950 : Unmasked
- 1950 : No Way Out
- 1950 : The Fuller Brush Girl
- 1950 : My Blue Heaven
- 1952 : Thunderbirds
- 1953 : So This Is Love
- 1953 : Inferno
- 1953 : The Eddie Cantor Story
- 1954 : A Star Is Born
- 1954 : Young at Heart
- 1957 : The D.I.
- 1958 : Rock-A-Bye Baby
- 1958 : Auntie Mame
- 1960 : The Bramble Bush
- 1960 : Sex Kittens Go to College
- 1962 : The Music Man
- 1962 : It's Only Money
- 1963 : A Child Is Waiting
- 1963 : El mundo está loco, loco, loco
- 1963 : Who's Minding the Store?
- 1964 : The Patsy
- 1964 : My Fair Lady
- 1964 : Bésame, tonto
- 1969 : Hook, Line & Sinker